# Stendhals syndrom (film)
Stendhals syndrom (originaltitel: La sindrome di Stendhal) är en italiensk skräckfilm från år 1996 som regisserades av Dario Argento. 

## Handling
Polisen Anna Manni jagar en farlig brottsling som gjort sig skyldig till en lång rad mord och våldtäkter. En dag faller Anna själv offer för den brutale brottslingen, men hon överlever. Den traumatiska upplevelsen leder till att Anna drabbas av sjukdomen Stendhals syndrom, vilket innebär att hon drabbas av yrsel och hallucinationer varje gång hon tittar på en tavla eller något annat konstnärligt mästerverk. Men när brottslingen fångar henne i en fälla i ett museum, så har hennes problem bara börjat....

## Om filmen
Sjukdomen Stendhals syndrom finns i verkligheten. Diagnosen ställdes för första gången i Italien år 1982. Men sjukdomen har funnits längre än så. Den franske författaren Marie Henri Beyle upplevde liknande symptom år 1817. Regissören Dario Argento har påstått att han själv led av Stendhals syndrom då han var liten. 
Bridget Fonda, som är ett stort Dario Argento-fan, fick provspela för rollen som Anna, likaså Jennifer Jason Leigh, men Argento ansåg att ingen av dem passade i rollen. Därför gick rollen till hans egen dotter, Asia Argento.
Ennio Morricone skrev musiken till filmen. En av melodierna han skrev spelas flera gånger i filmen, både framlänges och baklänges.

## Rollista i urval
- Asia Argento - Anna Manni
- Thomas Kretschmann - Alfredo Grossi
- Marco Leonardi - Marco Longhi
- Luigi Diberti - Manetti
- Paolo Bonacelli - Dr. Cavanna
- Julien Lambroschini - Marie